# وارن ليبرشتاين
وارن كيث ليبرشتاين (من مواليد 20 سبتمبر 1968) كاتب ومنتج أمريكي. هو الشقيق الأصغر للممثل بول ليبرشتاين وصهر المنتج غريغ دانيلز. تزوج من أنجيلا كينزي لمدة عشر سنوات ولديهما ابنة ولدت في عام 2008. ظل الزوجان على علاقة جيدة منذ طلاقهما.  تزوج ليبرشتاين من زميلتها الكاتبة التلفزيونية أودري واشوب في عام 2016 ولديهما ابنتان معًا، ولدا في 2014  و 2017.  عائلته يهودية. 

## روابط خارجية
- وارن ليبرشتاين في قاعدة بيانات الأفلام على الإنترنت